# バス・ルッテン
バス・ルッテン（Bas Rutten、1965年2月24日 - ）は、オランダの男性総合格闘家。北ブラバント州ティルブルフ出身。アメリカ合衆国カリフォルニア州ウェストレイクビレッジ在住。バス・ルッテン・アカデミー所属。元UFC世界ヘビー級王者。UFC殿堂入り。オランダ人史上初のUFC世界王者。
格闘技において有効的な技である「レバーへの攻撃」（レバーショット）を多用し、後の総合格闘技の戦法に大きな影響を与えた人物とされる。現役時代にはUFC世界ヘビー級王座を獲得し、現役引退後は優秀な指導者としていくつか総合格闘技の教材を執筆している。

## 来歴
オランダのティルブルフで生まれる。6歳の時に喘息と皮膚炎を発症し、常に手袋と長袖シャツの着用が必要なほど重い症状に悩まされ、学校では喘息のため運動に参加させてもらえなかった。その結果、普通の子供より痩せていたルッテンは幼少期に酷いいじめを受けることとなった。
友達と小学校の裏庭でボクシングのトレーニングを始める。12歳の時に家族旅行で訪れたフランスでブルース・リー主演の映画「燃えよドラゴン」を見て格闘技に興味を持つ。フランスでこの映画は17歳以上しか見れなかったため、ルッテンは兄弟と劇場に忍び込んで見たという。しかし、両親が格闘技を習うことに反対だったため直ぐには格闘技を始められなかった。2年間懇願を続け14歳の時にようやく両親から許しを得てテコンドーを習い始めるも、数カ月後に街で一番のいじめっ子と喧嘩になり、鼻を折ってKOしてしまうと、再び両親から格闘技を習うことを禁じられた。
一人暮らしを始めると21歳の時に再びテコンドーを習い始め二段を取得、極真空手でも二段を取得した。

### キックボクシング
20歳の時、用心棒やモデルとして働きながらプロキックボクシングデビューを果たし、16戦14勝14KOの戦績を残す。

### パンクラス
キックボクサーとして活躍した後、オランダ格闘技界の重鎮クリス・ドールマンの誘いでリングスオランダ道場でトレーニングするようになる。最初は総合格闘技に順応するのに苦労するが、旗揚げするパンクラスの外国人選手を探すために道場へ視察に来た船木誠勝と鈴木みのるのスカウトを受け、1993年9月21日のパンクラス旗揚げ大会に参戦するチャンスに恵まれると、ルッテンにとって総合格闘技デビュー戦となった試合を、開始わずか43秒で対戦相手の柳澤龍志を秒殺KOして日本のファンに衝撃を与えた。
1994年1月19日、総合格闘技3戦目で船木誠勝と対戦しアンクルホールドで敗れると、グラップリングテクニックの重要性を身をもって知ったルッテンは、オランダへ帰国してからも学べるよう、パンクラス道場での船木らのトレーニングをテープに録画するようになった。
1994年7月6日、船木と共にパンクラスの日本人エースであった鈴木みのると対戦し、グランドに持ち込まれるも鈴木の関節技を防ぎきり、スタンドへ戻すとレバーへの膝蹴りでKO勝ちを収めた。後にルッテンはこの勝利を人生で最も幸せな瞬間の一つだったと語っている。
1995年9月1日、キング・オブ・パンクラス・タイトルマッチで鈴木みのると対戦し、フロントチョークで一本勝ちを収め王座獲得に成功した。
1996年5月16日、キング・オブ・パンクラス統一王座決定戦で暫定王者フランク・シャムロックと再戦し、ドクターストップでTKO勝ちを収め王座統一に成功した。9月7日、船木誠勝を相手に王座防衛を果たし、同年10月をもって王座返上した。
1995年2月にオランダでチカラジムを設立し、その後もヨーロッパを中心にバス・ルッテン・アカデミーを設立した。
1998年9月14日、パンクラスで渡部謙吾のデビュー戦の相手を務め、TKO勝ちを収めた。

### UFC
1999年1月9日、UFC初参戦となったUFC 18のメインイベントで高阪剛と対戦し、スタンドパンチ連打で1RTKO勝ち。
1999年5月7日、UFC 20のUFC世界ヘビー級王座決定戦でケビン・ランデルマンと対戦し、接戦を繰り広げて2-1の判定勝ち。王座獲得に成功した。
1999年6月、ミドル級（現在のライトヘビー級）転向を表明しヘビー王座を返上。しかし、トレーニング中に膝の靭帯損傷とハムストリング断裂の重傷を負い、以前から悪くしていた首の故障もさらに悪化させたことで現役引退を決意した。

### プロレス
2001年10月14日、バトラーツに参戦。東京ベイNKホール大会に於いて、UWFルールでカール・マレンコに勝利を収めた。
2000年12月31日、「INOKI BOM-BA-YE 2000」に出場しプロレスを初体験後、新日本プロレスへの参戦が決定し、2002年5月2日に東京ドームで中西学を撃破した。その後も棚橋弘至や成瀬昌由とも対戦して勝利している。同年7月20日札幌ドームでは IWGP ヘビー級選手権試合で第31代王者の永田裕志に挑戦するもナガタロックIIでギブアップ負け。10月26日福岡ではIWGPジュニアヘビー級選手権試合で第43代王者の金本浩二にも挑戦し、アンクルホールドで敗れた。その後、練習中の上腕二頭筋の断裂により活動を休止した。

### 復帰
2006年7月22日に、WFAにてキモの代役ルーベン・ビシャレアルと対戦し、ローキックで1RTKO勝ち。約7年ぶりの総合格闘技復帰を果たした。同年に以前から悪くしていた膝の靭帯、ハムストリング、肋骨の手術を行った。
2007年、IFLのロサンゼルス・アナコンダスでコーチを務めた。
2015年、パイオニア部門でUFC殿堂入りを果たした。

## 人物・エピソード
- スペイン語で"ハンサム"を意味する「エル・グアポ」（El Guapo）の異名を持つ。
- 度々護身術のレクチャーを行っているが、その撃退法の内容が「やり過ぎだ」と話題になり、2014年10月22日放送のマツコ&有吉の怒り新党で『新・3大 バス・ルッテンのやり過ぎな護身術』として紹介された[2]。
- 俳優としてテレビドラマや映画出演でも活躍しており、PRIDEやDREAMのアメリカ放送では解説を務めていた。
- 試合後に「ルッテンジャンプ」と呼ばれる両足を開脚してジャンプするパフォーマンスを行っていた。
- 20年以上前にアメリカ合衆国の市民権を取得し、現在はカリフォルニア州ウェストレイクビレッジに妻と2人の娘と共に移住している。また、前妻との間にもう1人娘がおり、その娘は2015年にルッテンの孫を儲けている。
- 右掌に「気」と漢字のタトゥーを入れており、右前腕には桔梗の家紋のタトゥーを入れている。
- 敬虔なキリスト教徒である。
- 同じくオランダ人で極真空手出身のジェラルド・ゴルドーとは友人の間柄である。

## 戦績
| 総合格闘技 戦績 | 総合格闘技 戦績 | 総合格闘技 戦績 | 総合格闘技 戦績 | 総合格闘技 戦績 | 総合格闘技 戦績 | 総合格闘技 戦績 |
| --------------- | --------------- | --------------- | --------------- | --------------- | --------------- | --------------- |
| 33 試合         | (T)KO           | 一本            | 判定            | その他          | 引き分け        | 無効試合        |
| 28 勝           | 12              | 13              | 3               | 0               | 1               | 0               |
| 4 敗            | 0               | 3               | 1               | 0               | 1               | 0               |

| 勝敗 | 対戦相手                         | 試合結果                           | 大会名                                                                     | 開催年月日     |
| ○    | ルーベン・ビシャレアル           | 1R 3:24 TKO（ローキック）          | WFA 4: King of the Streets                                                 | 2006年7月22日  |
| ○    | ケビン・ランデルマン             | 21分1R終了 判定2-1                 | UFC 20: Battle for the Gold 【UFC世界ヘビー級王座決定戦】                  | 1999年5月7日   |
| ○    | 高阪剛                           | 1R 14:15 TKO（スタンドパンチ連打） | UFC 18: Road to the Heavyweight Title                                      | 1999年1月8日   |
| ○    | 渡部謙吾                         | 2:58 TKO（掌打）                   | PANCRASE 1998 ADVANCE TOUR                                                 | 1998年9月14日  |
| ○    | 山宮恵一郎                       | 4:58 チョークスリーパー            | PANCRASE 1997 ALIVE TOUR                                                   | 1997年12月20日 |
| ○    | 渋谷修身                         | 3:15 ヘッドロック                  | PANCRASE 1997 ALIVE TOUR                                                   | 1997年9月6日   |
| ○    | 冨宅飛駈                         | 4:28 腕ひしぎ十字固め              | PANCRASE 1997 ALIVE TOUR                                                   | 1997年6月30日  |
| ○    | 國奥麒樹真                       | 15分終了 判定（ロストポイント0-1） | PANCRASE 1997 ALIVE TOUR                                                   | 1997年4月27日  |
| △    | 渋谷修身                         | 15分終了 判定0-1                   | PANCRASE 1997 ALIVE TOUR                                                   | 1997年3月22日  |
| ○    | 山田学                           | 0:54 アンクルホールド              | PANCRASE TOUR 1996 TRUTH                                                   | 1996年10月8日  |
| ○    | 船木誠勝                         | 17:05 KO（膝蹴り）                 | PANCRASE TOUR 1996 TRUTH 【キング・オブ・パンクラス・タイトルマッチ】      | 1996年9月7日   |
| ○    | ジェイソン・デルーシア           | 8:48 TKO（ミドルキック）           | PANCRASE TOUR 1996 TRUTH                                                   | 1996年6月25日  |
| ○    | フランク・シャムロック           | 11:11 TKO（ドクターストップ）      | PANCRASE TOUR 1996 TRUTH 【キング・オブ・パンクラス統一王座決定戦】        | 1996年5月16日  |
| ○    | 稲垣克臣                         | 14:07 TKO（ポイントアウト）        | PANCRASE TOUR 1996 TRUTH (NIGHT TIME)                                      | 1996年4月7日   |
| ○    | ガイ・メッツァー                 | 19:36 アンクルホールド             | PANCRASE TOUR 1996 TRUTH                                                   | 1996年3月2日   |
| ○    | 柳澤龍志                         | 27:35 チョークスリーパー           | パンクラス 1995 EYES OF BEAST                                              | 1995年12月14日 |
| ○    | モーリス・スミス                 | 4:34 チョークスリーパー            | パンクラス 1995 EYES OF BEAST                                              | 1995年11月4日  |
| ○    | 鈴木みのる                       | 15:35 フロントチョーク             | パンクラス 1995 EYES OF BEAST 【キング・オブ・パンクラス・タイトルマッチ】 | 1995年9月1日   |
| ○    | フランク・シャムロック           | 15分終了 判定2-1                   | パンクラス 1995 EYES OF BEAST                                              | 1995年7月23日  |
| ○    | ジェイソン・デルーシア           | 1:32 レッグロック                  | パンクラス 1995 EYES OF BEAST                                              | 1995年6月13日  |
| ○    | モーリス・スミス                 | 2:10 膝十字固め                    | パンクラス 1995 EYES OF BEAST                                              | 1995年5月13日  |
| ○    | 冨宅飛駈                         | 1:52 ヒールホールド                | パンクラス 1995 EYES OF BEAST                                              | 1995年4月8日   |
| ×    | ケン・シャムロック               | 1:01 膝十字固め                    | パンクラス 1995 EYES OF BEAST 【キング・オブ・パンクラス・タイトルマッチ】 | 1995年3月10日  |
| ○    | 山田学                           | 1:05 TKO（掌打）                   | パンクラス 1995 EYES OF BEAST                                              | 1995年1月26日  |
| ×    | フランク・シャムロック           | 10分終了 判定0-2                   | パンクラス 1994 ROAD TO THE CHAMPIONSHIP 【トーナメント1回戦】             | 1994年12月16日 |
| ○    | ジェイソン・デルーシア           | 1:43 フロントチョーク              | パンクラス 1994 ROAD TO THE CHAMPIONSHIP                                   | 1994年10月15日 |
| ×    | ケン・シャムロック               | 16:42 スリーパーホールド           | パンクラス 1994 ROAD TO THE CHAMPIONSHIP                                   | 1994年7月26日  |
| ○    | 鈴木みのる                       | 3:43 KO（ボディへの膝蹴り）        | パンクラス 1994 ROAD TO THE CHAMPIONSHIP                                   | 1994年7月6日   |
| ○    | 高橋義生                         | 1:37 TKO（膝の負傷）               | パンクラス 1994 ROAD TO THE CHAMPIONSHIP                                   | 1994年5月31日  |
| ○    | ヴァーノン・"タイガー"・ホワイト | 1:16 フロントスリーパー            | パンクラス 1994 PANCRASH!                                                  | 1994年4月21日  |
| ×    | 船木誠勝                         | 2:58 アンクルホールド              | パンクラス 1994 PANCRASH!                                                  | 1994年1月19日  |
| ○    | 冨宅飛駈                         | 2:03 KO（ボディへの膝蹴り）        | パンクラス 1993 YES, WE ARE HYBRID WRESTLERS                               | 1993年10月14日 |
| ○    | 柳澤龍志                         | 0:43 KO（掌打）                    | パンクラス 1993 YES, WE ARE HYBRID WRESTLERS                               | 1993年9月21日  |

## 獲得タイトル
- 第3代キング・オブ・パンクラス王座（1995年）
- 第4代UFC世界ヘビー級王座（1999年）

## 表彰
- UFC殿堂入り（2015年）

## 出演

### 映画
- モール★コップ
- Mr.ズーキーパーの婚活動物園
- 闘魂先生 Mr.ネバーギブアップ
- Once I Was a Champion
- History of MMA

### ゲーム
- グランド・セフト・オートIV
- グランド・セフト・オート・ザ・バラッド・オブ・ゲイ・トニー